# SPARK!!SOUND!!SHOW!!
SPARK!!SOUND!!SHOW!!（スパーク・サウンド・ショウ）は、日本の4人組バンド。レーベルは自主レーベルのSPA!DUPA! inc.。略称は「スサシ」。

## 概要
タナカユーキ、チヨを中心に大阪府で結成され、幾度のメンバーチェンジを経て、タクマ、イチローが加入し現編成となる。

## メンバー
タナカユーキ
ボーカル・ギター。
オリジナルメンバー。
チヨ
ベース・コーラス。
オリジナルメンバー。
タクマ
シンセサイザー・ギター・コーラス。
2017年加入。
イチロー
ドラムス・コーラス。
2016年加入。

### 旧メンバー
ミカテラ
キーボード・ボーカル。
2017年2月3日卒業。

## 来歴
2016年
12月14日：ミニアルバム『DX JAPAN』をリリース。
2018年
6月6日：1stフルアルバム『火花音楽滙演』をリリース。
2019年
9月18日：2ndフルアルバム『NU BLACK』をリリース。
2020年
6月19日：アルバム『This is SPARK!!SOUND!!SHOW!!』を各種音楽サービスおよびサブスクリプションサービスにて配信。
2023年
7月7日：小野武正（KEYTALK）がプロデュースを手掛けた配信シングル「morning glow」をリリース。

## タイアップ
| 起用年 | 曲名    | タイアップ先                                       |
| ------ | ------- | -------------------------------------------------- |
| 2020年 | STEAL!! | テレビアニメ『アクダマドライブ』オープニングテーマ |